# De Havilland Canada DHC-2 Beaver
de Havilland Canada DHC-2 Beaver ("Bober") je enomotorno propelersko STOL letalo, ki ga je razvil de Havilland Canada v 1940-ih. Beaver se uporablja kot goščavsko letalo -  za prevoz tovora in ljudi v odmaknjene lokacije. Se pa uporablja tudi za iskanje in reševanje, škropljenje polj in tudi kot vojaško letalo. Na Beaverja se lahko namesti plovce za pristajanje na vodi. Do leta 1967, ko se je proizvodnja ustavila, so zgradili čez 1600 Beaverjev. Od leta 2006 naprej je v proizvodnji verzija Viking DHC-2T Turbo Beaver s turbopropelerskim motorjem.

## Specifikacije (DHC-2)
- Posadka: 1
- Kapaciteta: 6 potnikov ali 953 kg tovora
- Dolžina: 30 ft 3 in (9,22 m)
- Razpon kril: 48 ft 0 in (14,63 m)
- Višina: 9 ft 0 in (2,74 m)
- Površina kril: 250 ft2 (23,2 m2)
- Prazna teža: 3000 lb (1361 kg)
- Gros teža: 5100 lb (2313 kg)
- Motor: 1 × Pratt & Whitney R-985 Wasp Jr. radialni motor, 450 KM (336 kW) e

- Maks. hitrost: 158 mph (255 km/h)
- Potovalna hitrost: 143 mph (230 km/h)
- Dolet: 455 milj (732 km)
- Višina leta (servisna): 18000 ft (5486 m)
- Hitrost vzpenjanja: 1020 ft/min (5,2 m/s)